# Appledore (Torridge)
Appledore – wieś w Wielkiej Brytanii, w Anglii w hrabstwie Devon, przy ujściu rzeki Torridge, 10 km na zachód od Barnstaple. Port rybacki, niewielka stocznia. Na przeciwnym brzegu znajduje się latarnia morska Crow Point. W 2001 miejscowość liczyła 2114 mieszkańców.

## Historia
Osadnictwo na tym terenie istnieje już od średniowiecza. w roku 848 odbyła się tu bitwa z najazdem wikingów pod dowództwem Hubby (tzw. bitwa o Krwawy Róg). Od średniowiecza wieś rybacka, w XIX w. wybudowano tu stocznię, która wyprodukowała dotąd 350 statków. 

## Atrakcje turystyczne
- Domki rybackie z epoki elżbietańskiej[4]
- Nadbrzeże o ciekawej architekturze